# Nansledan
Nansledan es un nuevo suburbio de importancia en la ciudad de Newquay en Cornualles, Reino Unido. Nansledan ha sido desarrollado por el Ducado de Cornualles desde 2013, y los residentes ocuparon sus casas por primera vez en 2015. El desarrollo, descrito oficialmente como "una extensión de Newquay", contó con el respaldo del rey Carlos III durante su época como duque de Cornualles.
Se espera que Nansledan, una vez terminada, albergue hasta 4400 viviendas.
El proyecto se inició en 2013 e inicialmente atrajo el sobrenombre de Surfbury, una mezcla de Poundbury, creado por el Ducado de Cornualles en la década de 1990, y el hecho de que Newquay es considerada la "capital británica del surf". El desarrollo recibió el nombre de Nansledan, inspirado en la zona en la que se construye. Nansledan significa Amplio Valle en Cornualles, una temática que se continúa en los nombres de las calles, así como en la escuela del lugar, Skol Nansledan, en español escuela Nansledan.
Nansledan tendrá una Market Street con tiendas, mientras que la escuela Nansledan ya abrió sus puertas en septiembre de 2019, atendiendo hasta 420 alumnos, asistiendo al momento de su apertura solo 152.
Los materiales de construcción proceden principalmente de tres canteras de la misma región de Cornualles:
- La pizarra proviene de la cantera Trelivett cerca de Tintagel.
- El granito que se utiliza en bordillos, pavimentos, dinteles y alféizares de ventanas se extraen en De Lank Quarry en Bodmin.
- Y la pizarra para tejados procede de la cantera de Delabole.

Los primeros residentes se mudaron a Nansledan en el año 2015.